# Alfonso Domínguez-Gil Hurlé
Alfonso Domínguez-Gil Hurlé (Gijón, 1942) farmacéutico asturiano, referente nacional en los campos de la biofarmacia y farmacocinética y de la farmacia hospitalaria. Ha desarrollado su actividad fundamentalmente en la Universidad de Salamanca como catedrático de Farmacia y Tecnología Farmacéutica.

## Biografía
Impulsor de la creación de la Facultad de Farmacia de Salamanca, donde llegó en 1973 procedente de la Universidad de Santiago de Compostela. Catedrático del Departamento de Farmacia y Tecnología Farmacéutica desde 1974 hasta 2014. En la actualidad es profesor Emérito Honorífico de la Universidad de Salamanca. Durante este tiempo ha dirigido 42 tesis doctorales, ha sido investigador principal en más de 30 proyectos, publicado más de 300 artículos en revistas nacionales e internacionales de reconocido prestigio y siendo coautor en 10 libros.
Además de su labor docente e investigadora desempeñó diversos cargos de gestión en la Universidad de Salamanca, como Jefe de Departamento, Decano de la Facultad de Farmacia y Vicerrector de Investigación. Ha sido, entre otros cargos profesionales, representante de España en la Comisión Europea de la Farmacopea Europea y en la Farmacopea Internacional de la Organización Mundial de la Salud, Presidente de la Comisión Nacional de la Real Farmacopea Española, Presidente del Instituto para el Uso Seguro de los Medicamentos (ISMP-España) perteneciente al Institute for Safety Medicine Practice de EE. UU., miembro de los Comités de Evaluación de la calidad en Universidades de España y Portugal, miembro del Comité Asesor de la Agencia Española del Medicamento y Vicepresidente de la Sociedad Española de Farmacología.
Desde 1974 a 2012 ha sido Jefe del Servicio de Farmacia del Hospital Universitario de Salamanca, creando la primera unidad de Farmacocinética Clínica de España, que se convirtió en un referente de la monitorización terapéutica de fármacos. Desde aquí ha contribuido a la formación de los farmacéuticos de hospital en este campo, dirigiendo más de 30 ediciones del Curso de Monitorización de Fármacos en la Práctica Clínica e impulsado la formación de equipos multiprofesionales de asistencia al paciente.
Gran comunicador, su presencia ha sido imprescindible en foros científicos y divulgativos sobre utilización de medicamentos. Es Académico de número de la Real Academia Nacional de Farmacia, de la Real Academia de Doctores del Instituto de España, de la Real Academia de Medicina de Salamanca y Académico Correspondiente de la Real Academia de Farmacia de Cataluña, de la Academia de Farmacia de Galicia y de la Real Academia de Medicina de Valladolid. Asimismo, es Académico Fundador y Vicepresidente de la Academia de Farmacia de Castilla y León.

## Distinciones
A lo largo de su trayectoria profesional ha recibido numerosos premios y distinciones:
- 1978: Premio Nacional de Investigación “Laude”
- 1993:  “The pharmacy practice research award of the American Society of Health-System Pharmacy and Education Foundation” (Atlanta, EE. UU.).
- 2007: “ Research Achievement Award concedido por la Federation of International Pharmaceutics (Ámsterdam, Holanda) y primer premio Nacional de programas dirigidos a mejorar la Seguridad del Paciente promovido por la Comunidad de Madrid.
- 2008: Premio María de Maeztu a la excelencia investigadora por la Universidad de Salamanca
- 2008: Premio a la Investigación en la Mejora de la Información al Paciente sobre Salud y Medicamentos.[6]
- 2011: Premio Best in Class al mejor servicio farmacéutico de España
- 2012: Premio Sanitaria 2000, a los mejores profesionales sanitarios de Castilla y León.[7][8]